# Datáfono

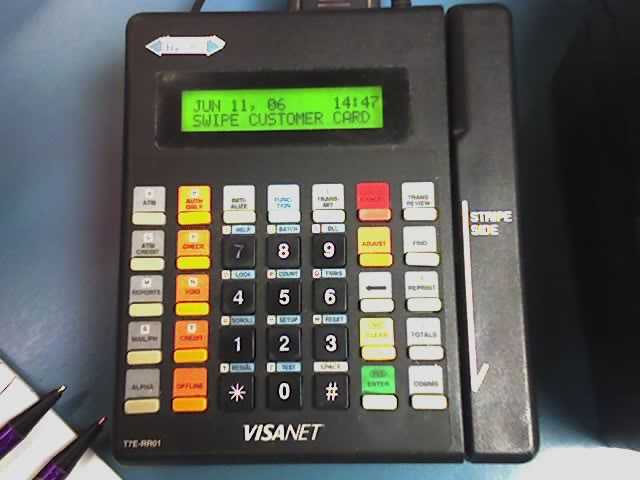
Datáfono de tarjetas de crédito.

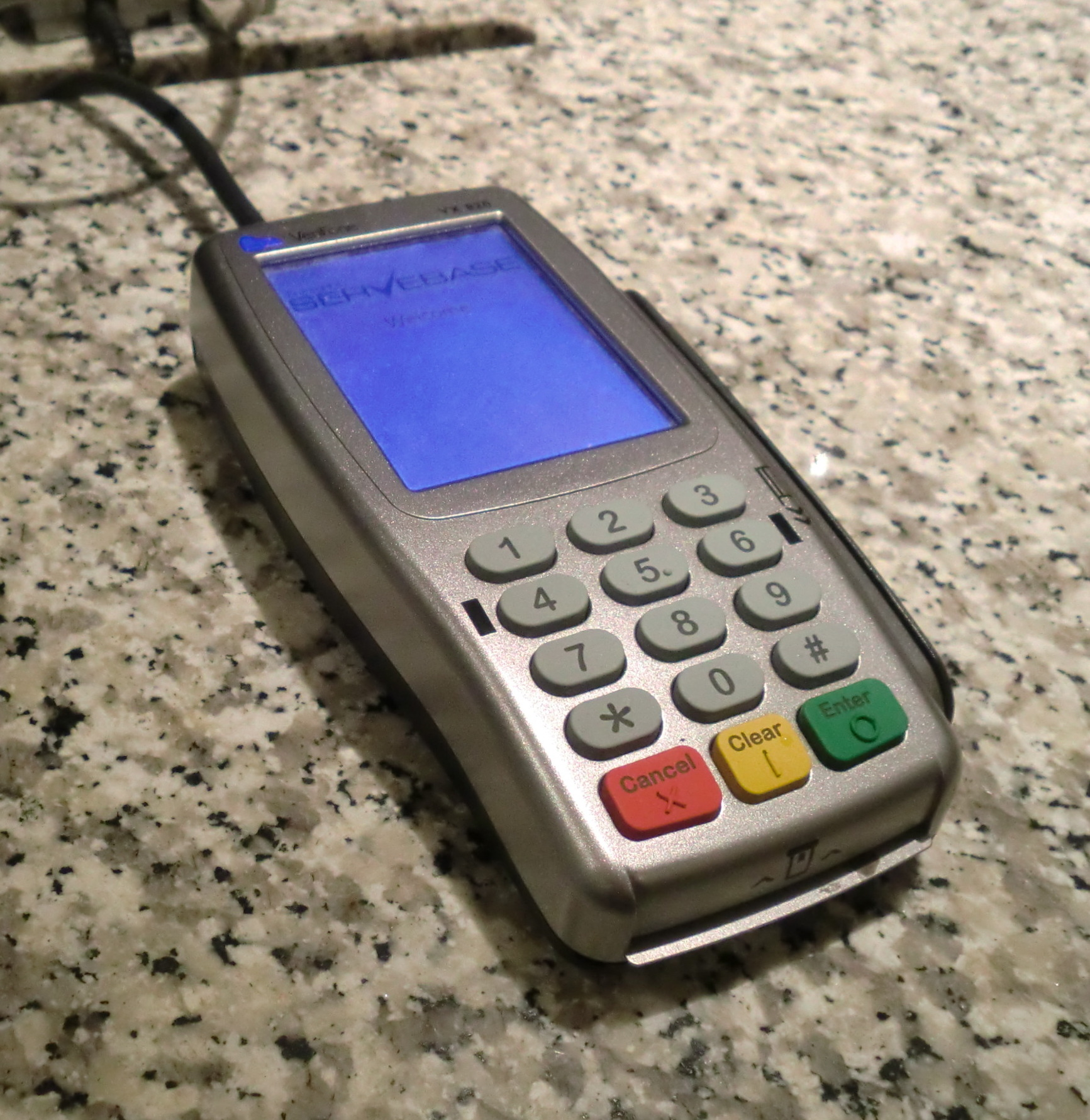
Datáfono compacto para tarjetas de crédito.

Un datáfono, pasatarjetas o terminal de punto de venta es un dispositivo compacto que, instalado en un establecimiento comercial o tienda, permite cobrar a sus clientes (por red telefónica, o IP vía GSM, GPRS, Wi-Fi, etc.) mediante tarjeta de crédito o débito. Normalmente el datáfono de un comercio es proporcionado por el banco con el que trabaja.
Los datáfonos cuentan con un teclado, una pequeña impresora, un lector de la banda magnética de las tarjetas, un chip y un software para gestionar la operativa de venta y el protocolo de comunicaciones. Habitualmente utiliza el servicio de transmisión de datos por vía telefónica.
El software que utilizan los datáfonos se llama kernel-EMV. EMV es un sistema de cifrado de datos que en los últimos años está siendo implementado en los datáfonos.

## Operativa
El funcionamiento del datáfono se basa en el empleo de la línea telefónica a la que se conecta un dispositivo especializado, que permite comunicar el establecimiento comercial con los centros de datos de las entidades financieras. El objetivo de este servicio es mecanizar la función de cobro en el comercio cuando el pago de una venta se realiza a través de tarjetas de crédito.
Cuando empezó a popularizarse el pago con tarjeta, este sistema de pago generaba muchos documentos, tenía el riesgo de usos indebidos, se podía sobrepasar el límite de crédito establecido y, debido al proceso, se alargaba el tiempo entre la venta y el cargo/abono en cuenta.
Así pues, aprovechando los equipos telefónicos ya existentes en el punto de venta se acopla un terminal que:
- Lleva un zócalo para uno o varios SAM
- Trabaja en tiempo real.
- Se puede usar con una línea de teléfono convencional.
- Sirve para autorización, control y captura de transacciones gracias la consulta instánea con los bancos de datos financieros...
- Puede ir integrado en un TPV o funcionar independientemente.

### Comparación con TPV
Aunque ambos dispositivos se utilizan en comercios para procesar pagos, los datáfonos y los TPV (Terminales de Punto de Venta) difieren en sus funcionalidades y usos. Un datáfono es un dispositivo que se especializa en el procesamiento de pagos con tarjeta de crédito o débito. Por otro lado, un TPV proporciona una solución más integrada que, además de procesar pagos, maneja otras operaciones como el seguimiento de inventario, la facturación y la gestión de ventas.